# Trawnewe (Melitopol)
Das Dorf Trawnewe (ukrainisch Травневе) im Rajon Melitopol des Oblast Saporischschja geht auf das Dorf Altonau der russlandmennonitischen Kolonie Molotschna zurück.

## Altonau
Das Dorf wurde 1804 als letztes Glied einer Siedlungskette an der Molotschna an deren östlichem Ufer angelegt. Die ersten Winter verbrachten die Siedler in Erdhütten. Als Unterstützung seitens der Regierung erhielten sie ein zinsloses Darlehen. Nach Aufforderung durch die Behörden, dem Ort einen Namen zu geben, fiel die Wahl auf Altonau, eine Adaption von Altona. Diesen Namen kann man auf plattdeutsch als „allzu nah“ deuten; er bezog sich möglicherweise auf die Nomadenstämme der Nogaier. Die Bodenqualitität der Umgebung war sehr gut, so dass der Ort zu den produktivsten der Kolonie wurde. Eine Schule wurde 1850 erbaut. Zu den örtlichen Unternehmen zählten eine Ziegelei, eine Seifenfabrik, ein Kaufladen und etliche Mühlen. Während des Bürgerkriegs wurden 11 Personen von Banden umgebracht. Nur einige wenige Mennonitenbauten sind erhalten.